# Jedlý inkoust

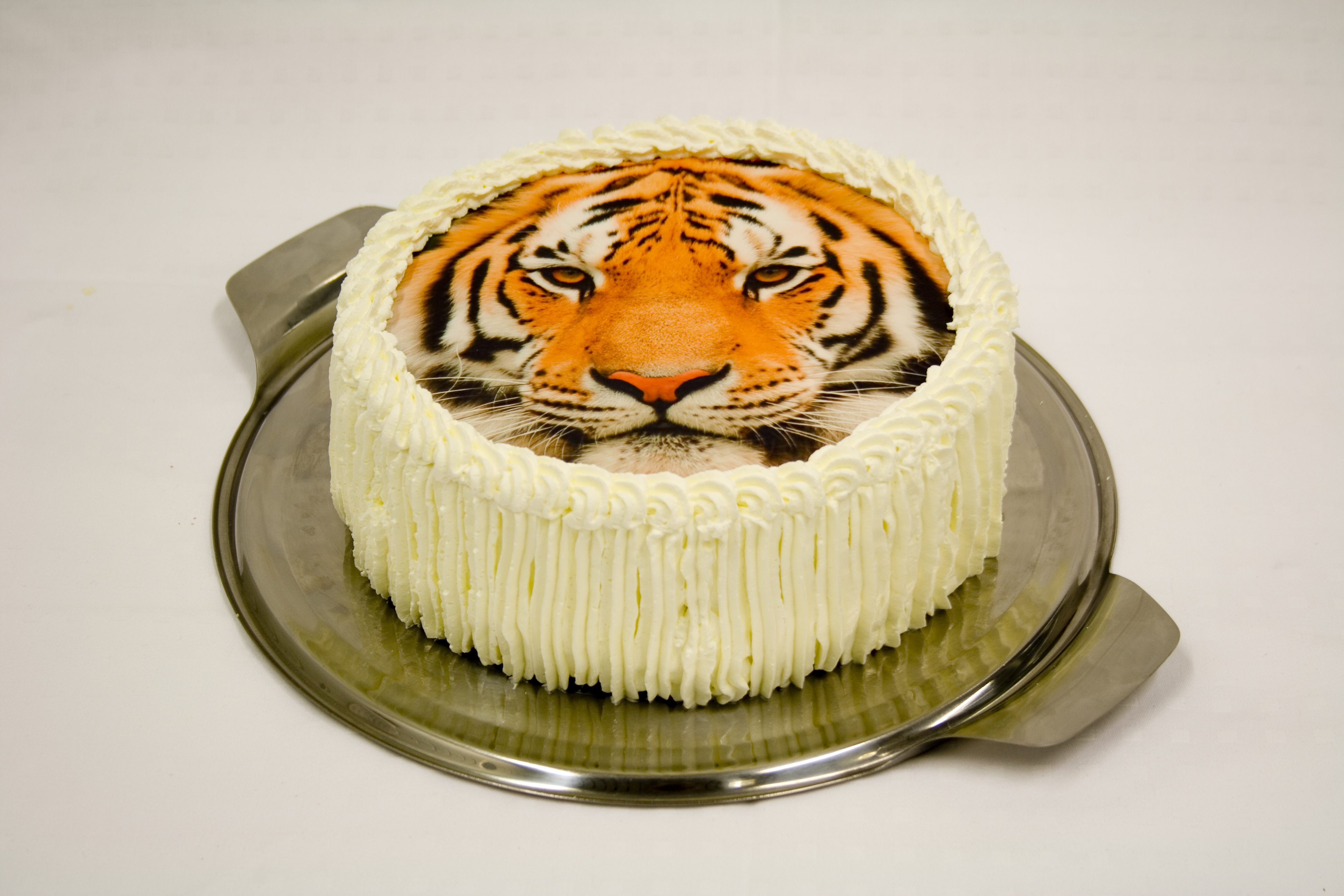
Dort s fotografií tygra

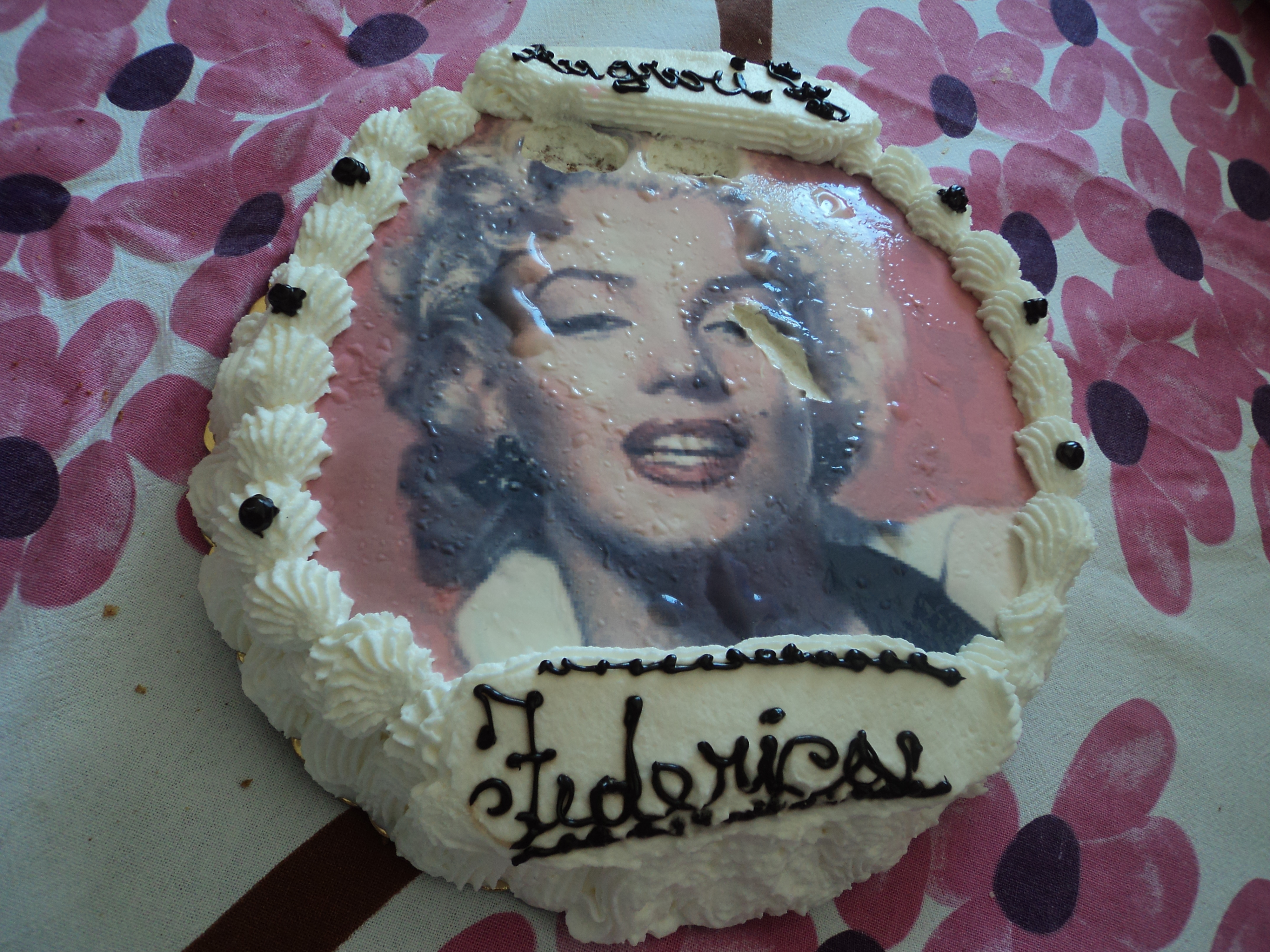
Narozeninový dort s portrétem

Jedlý inkoust je inkoust, který se používá k tisku jedlých obrázků. Jedlé obrázky se pak tisknou na jedlý papír, fondánový list nebo decor papír. Obrázky se aplikují na dorty, cupcake, případně jiné cukrářské výrobky. Jedlým inkoustem se plní cartridge inkoustových tiskáren.

## Složení jedlého inkoustu
Inkousty pro jednotlivé barevné kazety obsahují vodu, glycerol, potravinářská barviva a konzervační činidla.
- Černý: Voda, Glycerol E422, Barva: brilantní černá BN E151 (2%), Sunset žlutá E110 (0,8%), Chinolinová žluť E104 (0,6%), Konzervace: 1.2 Propandiol E1520.
- Žlutý: Voda, Glycerol E422, Barva: Tartrazin E102 (1,5%), Konzervace: 1.2 Propandiol E1520, Kyselina citronová E330.
- Červený: Voda, Glycerol E422, Azorubine E122 (2,2%), Potravinářská červeň R E124 (0,9%), Konzervace: 1.2 Propandiol E1520, Kyselina citronová E330.
- Modrý: Voda, Glycerol E422, Barva: Brilantní modř E151 (2,5%), Konzervace: 1.2 Propandiol E1520, Kyselina citronová E330.